# Auchenoplax andamana
Auchenoplax andamana är en ringmaskart som beskrevs av Holthe 2002. Auchenoplax andamana ingår i släktet Auchenoplax och familjen Ampharetidae. Inga underarter finns listade i Catalogue of Life.